# はてなブログ
はてなブログは、はてなのブログサービスである。キャッチコピーは「書き残そう、あなたの人生の物語」。

## 概要
2011年11月7日に招待制のベータ版としてサービスが開始し、同年12月27日にオープンベータに移行。2013年1月23日に正式版のサービスとして開始した。個人のブログから企業のオウンドメディアまで、様々なブログが開設されている。
TwitterなどSNSの画像や動画を貼り込めるなど、外部サービスとの連携が強化されている。
はてなブログを利用している著名人として公式の「著名人ブログ」にて紹介されているのは、作家では山本貴光など、芸能人では吉田ジョージなど、研究者では北村紗衣・丸山宗利など、企業ではブロンズ新社・草思社など。

## 有料プラン
有料プランとして「はてなブログPro」が用意されている。はてなブログProでは、独自ドメイン名の利用や広告非表示などが可能になる。
また、企業向けの「はてなブログCMS」や、「NPO支援プログラム」「図書館支援プログラム」が用意されている。

## 沿革
（この節の出典は公式サイト）
- 2011年11月7日 - サービスが招待制のベータ版という形で開始。
- 2011年12月27日 - オープンベータ版に移行され、すべてのユーザーが利用可能になる。
- 2012年 2月13日 - 有料プラン「はてなブログPro」の提供を開始。
- 2013年 1月23日 - ベータ版から正式版に移行される。
- 2014年 3月19日 - 企業向けの「はてなブログMedia」の提供を開始。
- 2016年 2月24日 - 東証マザーズに新規上場[10]。
- 2020年 9月17日 - 企業向けの「はてなブログBusiness」の提供を開始[11]。
- 2025年 2月3日 - はてなCMS提供開始（はてなMediaからブランドを刷新）[12]。